# Бжозувка (Мінський повіт)
Бжозувка (пол. Brzozówka) — село в Польщі, у гміні Якубув Мінського повіту Мазовецького воєводства.
Населення — 68 осіб (2011).
У 1975-1998 роках село належало до Седлецького воєводства.

## Демографія
Демографічна структура станом на 31 березня 2011 року:
|          | Загалом | Допрацездатний вік | Працездатний вік | Постпрацездатний вік |
| -------- | ------- | ------------------ | ---------------- | -------------------- |
| Чоловіки | 33      | 13                 | 16               | 4                    |
| Жінки    | 35      | 13                 | 17               | 5                    |
| Разом    | 68      | 26                 | 33               | 9                    |